# 창가농장

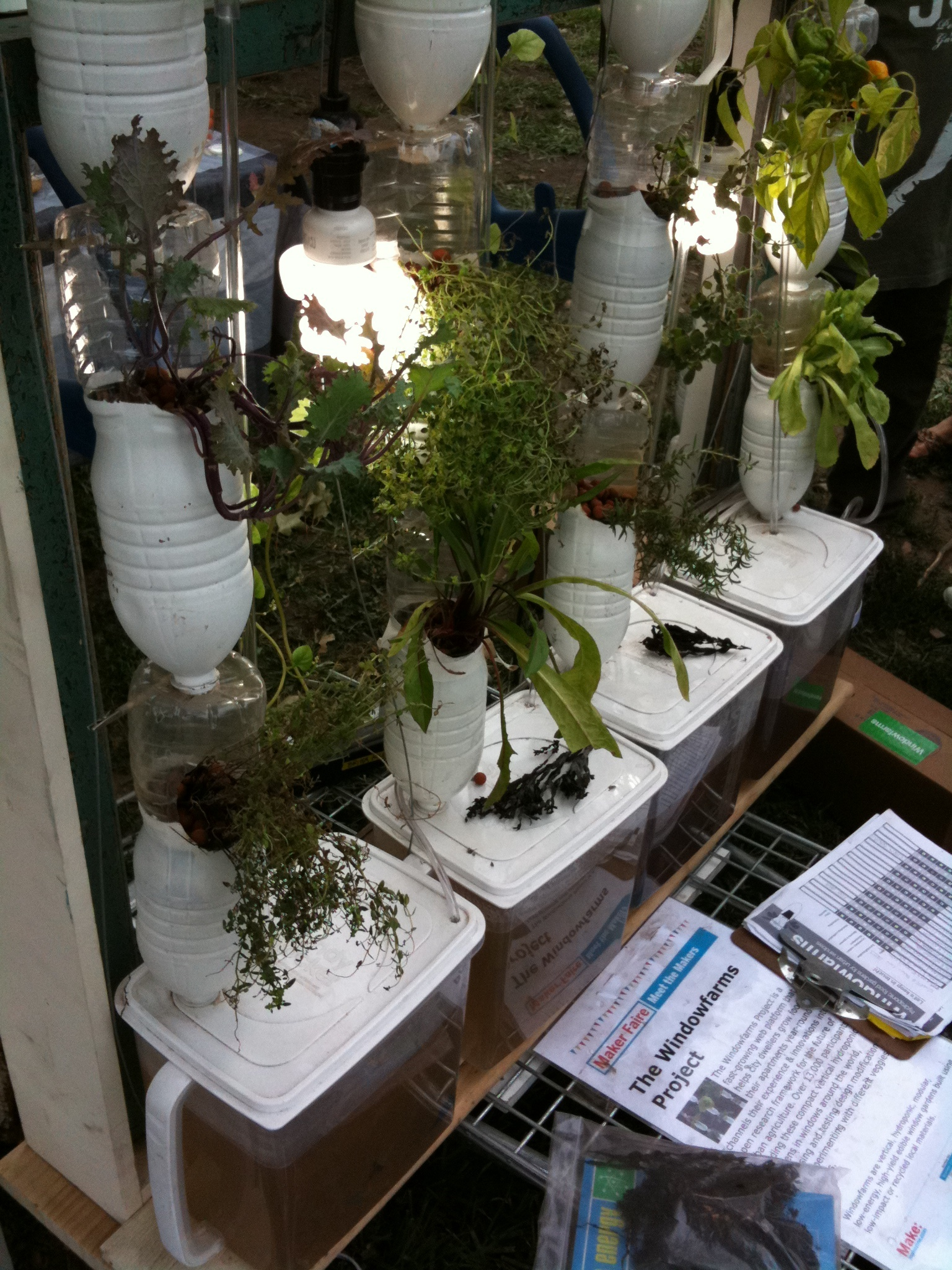
창가농장의 구성

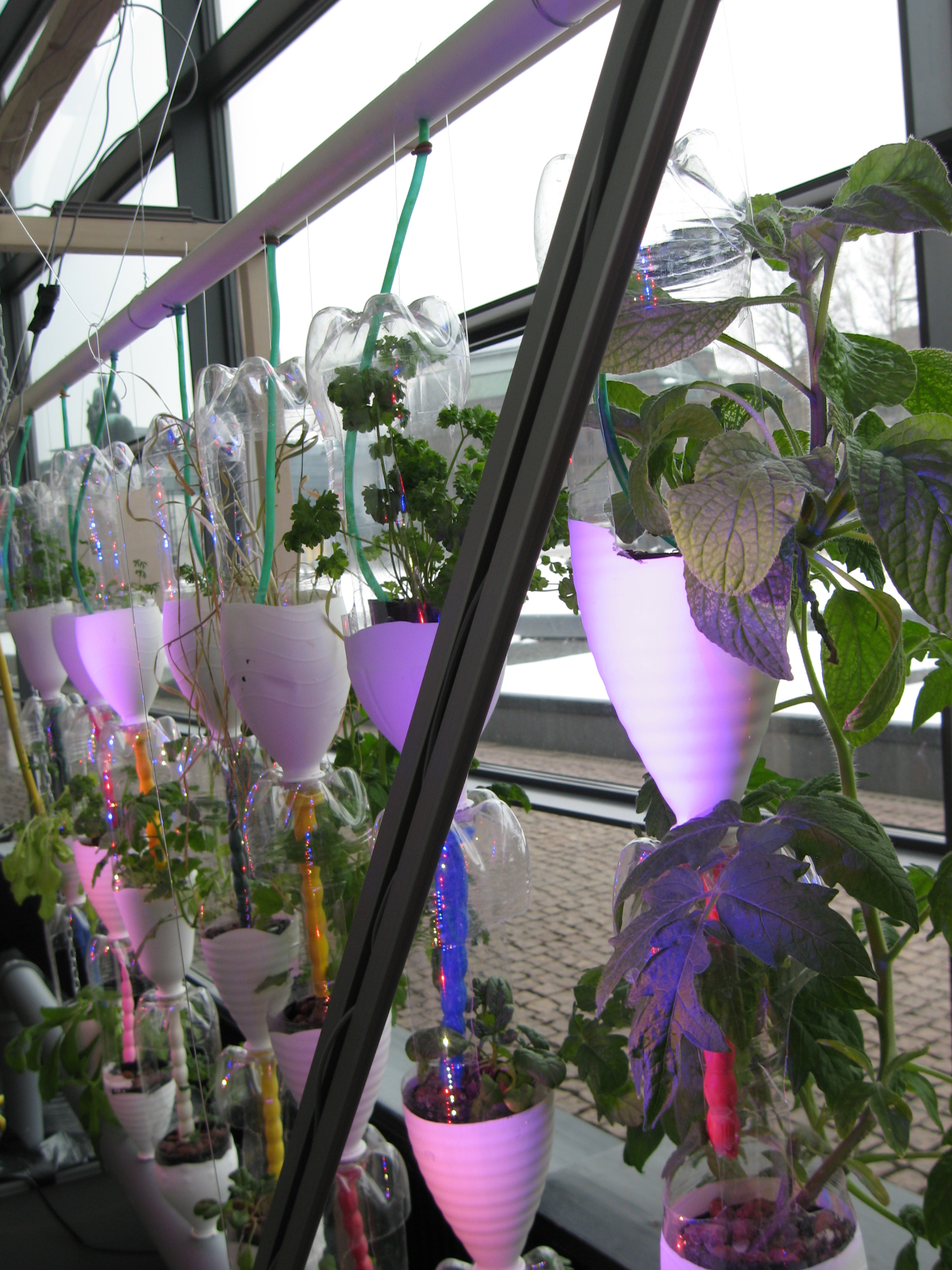
창가농장의 구성

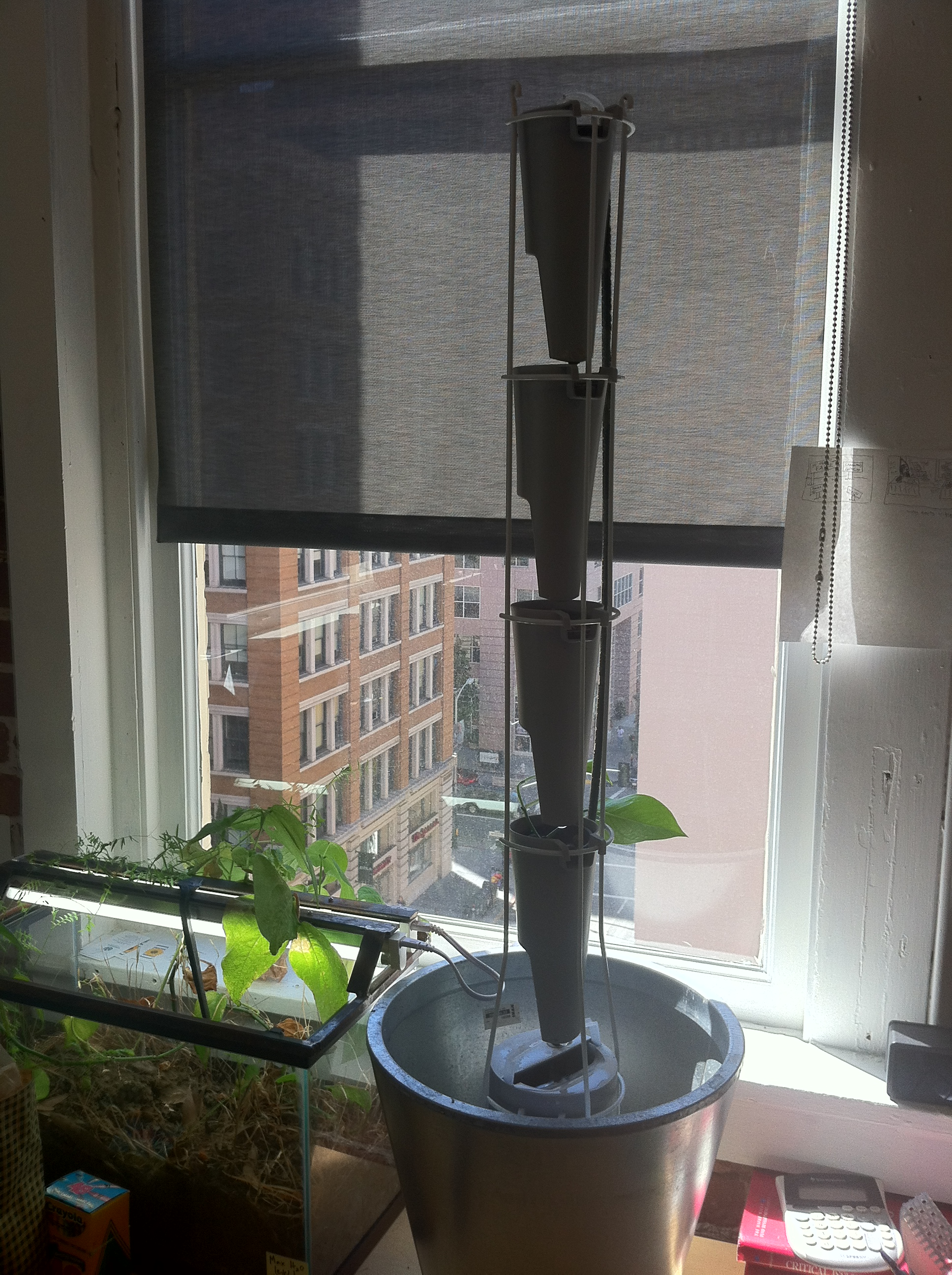
사무실 창가의, 식물이 심어지지 않은 창가농장

창가농장(Windowfarm)은 브리타 라일리(Britta Riley)가 오픈 소스 설계를 사용하여 개발된 도시수경재배체계이다. 창가농장은 거의 모든 창문에서 식물들을 연중 재배할 수 있는 실내 정원이다. 이를 통해 식물들은 자연광을 쬐며, 실내의 공기질을 누리고, 유기성 양액에서 재배된다.

## 상세
윈도우팜즈(Windowfarms)는 전 세계의 도시 거주자들이 스스로 신선한 음식을 기를 수 있도록 돕는 뉴욕 브루클린에 소재한 사회적 기업이었다. 윈도우팜즈는 창가의 환경을 최적화하여 실내에서 나물, 채소, 허브를 기르는 실내 수직 농장을 만들었다.
윈도우팜즈는 사람과 환경을 위해 농경적 생물다양성을 복구시키고 소비자들에게 더욱 건강한 미래를 위해 지속 가능한 음식 생산을 제공하는 것을 목표로 한다.

### 작동 원리
수경재배체계에서 nutrient-spiked water는 체계의 기반의 저수지에서 끌어올려지며 병에서 병으로 천천히 흘러가면서 식물의 뿌리를 적신다. 흡수되지 않은 물과 영양분은 저수지에 모이고 다음 차례에 다시 끌어올려진다. 토양재배되는 식물의 뿌리는 넓고 깊게 자라나지만, 수경재배되는 식물의 뿌리는 가늘고 빽빽하다. 뿌리가 굉장히 빽빽하기 때문에 수경재배는 토양재배에 비해 공간적으로 효율성이 훨씬 높다.

### 활용 사례
- Grateful Greens(켄터키 루이빌)는 요리사였던 농부가 더 신선하고 맛있는 농작물을 생산하기 위해 설립하였다.
- Mid-Hudson Workshop for the Disabled(뉴욕 포킵시)는 미국의 장애인, 주로 상이 퇴역 군인을 고용하여 그들에게 의미 있는 작업을 주고 건강도 챙길 수 있도록 한다.
- Harbec, Inc.(뉴욕 온타리오)는 창가농장의 부품을 친환경 플라스틱으로 만들며, 새로이 개발된 재료를 활용한 윈드 터빈 발전소나 2013년에 제시한 탄소중립에 관한 로드맵 따위로 친환경적인 산업 혁신 기업으로 알려져 있다.

### DIY
2009년에, 설립자 브리타 라일리와 친구들은 브루클린에 있는 아파트 5층의 창문에 최초의 창가농장을 설치했다. 그녀는 아파트 창문가에 설치해 농작물을 키워내는 가정 수경재배 체계의 개발과, 개조된 물병과 배관으로 체계를 만들기 위한 설명이 게시된 폐쇄된 소셜 미디어 공유 사이트 our.windowfarms.org의 구축을 개시하고 크라우드소싱하기 위해 협업하였다. 사이트의 전성기에는 40,000명에 가까운 창가농장 사용자들이 가입해있었다.

### 킥스타터 캠페인
두 개의 기록을 갱신한 킥스타터 캠페인을 통해, 사회적 스타트업(social startup)은 미국에서 설계된 창가농장을 만들고, 이를 지속적으로 활용하며, 농장 체계 속에서 자라는 식물을 꾸준히 관리하기 위해 $285,000 달러 이상을 모았다. 소규모 체계의 농업의 생물다양성(en:agricultural biodiversity) 부활시키기 위해서 말이다.
윈도우팜 팀은 두 번째 캠페인을 통한 모금이 성공한지 1년 후에 킥스타터 프로젝트 페이지를 마지막으로 업데이트했으며, 국내의 주문들이 처리되었다고 발표하였다.

### 폐업
2016년 12월 31일자에, 채무자들, 투자자들, 피고용자들은 "윈도우팜즈는 폐업할 예정이며 여러분들의 청구서에 기입된 미납금을 지불할 수 없을 것이다. 회사는 회계 연도 2016년 말까지 없어질 것이며 이와 다른 빛을 지불하기에 충분한 자산을 가지고 있지 않다."는 통지를 받았다.

### 정보
windowfarms.org와 그 커뮤니티의 수많은 정보들은 사라졌지만, 일부는 windowgardeners.org에 남아있다.

## 논란과 문제
브리타 라일리는 2012년 12월에 윈도우팜즈 딜리버리를 설립했다. International pledges의 제품&배송 비용은 후원자당 $120에서 $300 이상에 달했다. International backers는 2014년 4월까지 제품도 환불도 받지 못했으며 윈도우팜즈는 International backers에서의 문의도 전화도 이메일도 무시했다. 그 동안 윈도우팜즈는 지역 내에선 계속해서 제품을 홍보하고 판매했다.
윈도우팜즈의 정의와 역할은 애매모호하다. 사람들이 '수직창가농장'을 교환하고 개발하는 커뮤니티와, 가격이 $199에서 $399에 달하는 상업적인 창가농장을 판매하는, 브리타 라일리가 공동 창업자인 회사가 있다.
창가농장의 설계는 크리에이티브 커먼즈 라이선스로 배포되는데, 조건에 비영리가 포함되어있음에도 불구하고, 브리타 라일리의 회사가 창가농장을 상업적으로 판매하는 것을 막지는 않는다.
CBC 뉴스(en:CBC News)는 2013년 6월에 캐나다와 전세계의 후원자들이 브리타 라일리한테 바가지를 썼는지에 대해 보도했다.
네덜란드에 기반한 커뮤니티의 일부는 설립자에게 만날 것을 요청하는 공개 항의서를 썼다. “Whatever happened to Britta Riley”. 2018년 11월 21일에 원본 문서에서 보존된 문서. 2018년 11월 22일에 확인함. 캐나다의 후원자는 windowfarmsfraud.com라는 웹사이트를 설립했다.

## 전시
윈도우팜즈는 미국 자연사 박물관에 전세계를 둘러보는 특별한 전시회, "Our Global Kitchen: Food, Culture, Nature"에 두 줄의 큰 창가농장을 설치할 것을 의뢰받았다. 연구용 수경재배정원의 LED 생장등은 Columbus Avenue와 79th street의 입구에 2012년 11월에서 2013년 8월까지 10개월 동안 전시되어 있었다.

## 언론
창가농장은 NPR, 뉴욕 타임스, 그리스트(en:Grist (magazine)), 아트 인 아메리카(en:Art in America), 굿 모닝 아메리카, 와이어드 블로그, 마샤 스튜어트 쇼(en:Martha (TV series)), 가든 컬처(en:garden culture), 레디메이드 잡지(en:ReadyMade (magazine)), 유명한 음식 블로그들, 다큐멘터리 영화들에 등장했다.

## 같이 보기
- 수경재배
- 창가 화분
- 도시 원예
- 용기 정원